# Джерри (фильм, 2002)
«Дже́рри» (англ. Gerry) — кинодрама Гаса Ван Сента из трилогии об одиночестве.

## Сюжет
Два молодых человека с одинаковыми именами — Джерри — приехали на тропу — памятник природы. Свернув с дороги, они потерялись и скитались по горам, пустыне, мучаясь от жажды и голода.

## В ролях
| Актёр        | Роль   |
| ------------ | ------ |
| Мэтт Деймон  | Джерри |
| Кейси Аффлек | Джерри |

## Факты
- Сцена в пустыне снималась прямо на солёной поверхности Большого Солёного озера.
- Фильм является первой частью в трилогии Джерри/Слон/Последние дни
- Сценарий накануне первого дня съёмок был сожжён самим Ван Сентом и актёрами Мэттом Дeймоном и Кейси Аффлеком, и все диалоги были в итоге сымпровизированы.
- Фильм получил премию Нью-Йоркского общества кинокритиков за лучшую операторскую работу (Харрис Савидис)